# Соревнования «Дружба-84» по самбо
Соревнования «Дружба-84» по самбо проходили в Улан-Баторе 1-2 сентября 1984 года. В соревнованиях приняли участие представители трёх стран: СССР, Монголия, Болгария.

## Медалисты
| Весовая категория | Золото                    | Серебро                        | Бронза                     |
| ----------------- | ------------------------- | ------------------------------ | -------------------------- |
| до 48 кг          | Нурислам Халиулин · СССР  | Очирбат Ч. · МНР               | Димитар Димитров · НРБ     |
| до 52 кг          | Нанзадин Бурегдаа · МНР   | Сергей Терновых · СССР         | Румен Стоилов · НРБ        |
| до 57 кг          | Виктор Астахов · СССР     | Эмиль Методиев · НРБ           | Халтмаагийн Баттулга · МНР |
| до 62 кг          | Александр Аксёнов · СССР  | П. Ботев · НРБ                 | Ганбаатар Щ. · МНР         |
| до 68 кг          | Владимир Паньшин · СССР   | Галдангийн Жамсран · МНР       | Н. Христов · НРБ           |
| до 74 кг          | Жамбалын Ганболд · МНР    | Любомир Делчев · НРБ           | Николай Баранов · СССР     |
| до 82 кг          | Гурам Черткоев · СССР     | Зундуйн Дэлгэрдалай · МНР      | Анатолий Желязков · НРБ    |
| до 90 кг          | Одвогийн Балжинням · МНР  | Александр Пушница · СССР       | М. Милинин · НРБ           |
| до 100 кг         | Антон Новик · СССР        | Хурэлбаатар · МНР              | Митко Стоянов · НРБ        |
| свыше 100 кг      | Владимир Сободырев · СССР | Дагвацэрэнгийн Хадбаатар · МНР | Марин Герчев · НРБ         |
| команды           | СССР                      | МНР                            | НРБ                        |